# Референдум в Швейцарии по защите прав потребителей (1955)
Референдум в Швейцарии по защите прав потребителей проходил 13 марта 1955 года. Избирателей спрашивали, одобряют ли они гражданскую инициативу по «защите квартиросъёмщиков и потребителей», которая предполагала продление контроля за ценами. Хотя предложение было одобрено большинством избирателей, оно было отклонено большинством кантонов. Одновременно проходило голосование по встречному предложению, которое также было отклонено.

## Результаты

### Предложение
| Выбор                                | Общее голосование | Общее голосование | Кантоны | Кантоны | Кантоны |
| Выбор                                | Голосов           | %                 | Полных  | Полу-   | Всего   |
| ------------------------------------ | ----------------- | ----------------- | ------- | ------- | ------- |
| За                                   | 392 588           | 50,24             | 6       | 2       | 7       |
| Против                               | 381 130           | 48,77             | 13      | 4       | 15      |
| Без ответа                           | 7 784             | 1,00              | -       | -       | -       |
| Пустых бюллетеней                    | 16 515            | -                 | -       | -       | -       |
| Недействительных бюллетеней          | 5 675             | -                 | -       | -       | -       |
| Всего                                | 803 692           | 100               | 19      | 6       | 22      |
| Зарегистрированных избирателей/ Явка | 1 447 187         | 55,5              | -       | -       | -       |
| Источник: Direct Democracy           |                   |                   |         |         |         |

### Встречное предложение
| Выбор                                | Общее голосование | Общее голосование | Кантоны | Кантоны | Кантоны |
| Выбор                                | Голосов           | %                 | Полных  | Полу-   | Всего   |
| ------------------------------------ | ----------------- | ----------------- | ------- | ------- | ------- |
| За                                   | 317 934           | 40,68             | 7       | 3       | 8,5     |
| Против                               | 449 087           | 57,46             | 12      | 3       | 13,5    |
| Без ответа                           | 14 481            | 1,85              | -       | -       | -       |
| Пустых бюллетеней                    | 16 515            | -                 | -       | -       | -       |
| Недействительных бюллетеней          | 5 675             | -                 | -       | -       | -       |
| Всего                                | 803 692           | 100               | 19      | 6       | 22      |
| Зарегистрированных избирателей/ Явка | 1 447 187         | 55,5              | -       | -       | -       |
| Источник: Direct Democracy           |                   |                   |         |         |         |